# Adesmia microcalyx
Adesmia microcalyx är en ärtväxtart som beskrevs av Rodolfo Amando Philippi. Adesmia microcalyx ingår i släktet Adesmia och familjen ärtväxter.

## Underarter
Arten delas in i följande underarter:
- A. m. calvescens
- A. m. microcalyx